# Нопъявож
Нопъявож — река в России, протекает в Республике Коми по территории района Печора. Левый приток реки Ыджыд-Каменка.

## География
Устье реки находится в 34 км по левому берегу реки Ыджыд-Каменка. Длина реки составляет 13 км.

## Данные водного реестра
По данным государственного водного реестра России относится к Двинско-Печорскому бассейновому округу, водохозяйственный участок реки — Печора от водомерного поста у посёлка Шердино до впадения реки Уса, речной подбассейн реки — бассейны притоков Печоры до впадения Усы. Речной бассейн реки — Печора.
Код объекта в государственном водном реестре — 03050100212103000064495.